# Diecezja Timmins
Diecezja Timmins – diecezja rzymskokatolicka w Kanadzie. Została erygowana w 1908 jako wikariat apostolski Temiskaming. W 1915 ustanowiona diecezją Haileybury. W 1938 otrzymała obecną nazwę.

## Biskupi diecezjalni
- Élie Anicet Latulipe † (1908–1922)
- Louis Rhéaume OMI † (1923–1955)
- Maxime Tessier † (1955–1971)
- Jacques Landriault (1971–1990)
- Gilles Cazabon OMI (1992–1997)
- Paul Marchand † (1999–2011)
- Serge Poitras, od 2012